# AnnaSophia Robb
AnnaSophia Robb (n. 8 decembrie 1993, Colorado, SUA) este o actriță americană, cunoscută pentru rolurile din filmele Because of Winn-Dixie, Charlie and the Chocolate Factory, Bridge to Terabithia (2007) (pentru care a primit Premiul pentru cea mai tânără actriță într-un rol principal), Race to Witch Mountain (2009) și Soul Surfer (2011).

## Biografie
AnnaSophia Robb s-a născut în Denver, Colorado, ca fiică a lui David, arhitect și Janet, designer. A primit numele bunicii din partea mamei, Anna Sophie. Are origini engleze, scoțiene, daneze, suedeze și irlandeze.
Robb a participat la concursuri de dans și gimnastică timp de patru ani și jumătate, dar a renunțat la ele pentru a se putea concentra pe actorie. Conform Arapahoe Herald, începând cu anul 2009 ea urmează cursurile Arapahoe High School în Centennial, Colorado.